# Bischofswerdaer FV 08
Maillots
Dernière mise à jour : 23 février 2011.
Le Bischofswerdaer FV 08 est un club allemand de football, localisé dans la ville de Bischofswerda dans la Saxe.

## Repères historiques
- 1908 – 140/07/1908, fondation du FUSSBALL CLUB GERMANIA 08 BISCHOFSWERDA.
- 1910 – fondation du SPORTLUST 1910 BISCHOFSWERDA.
- 1919 – fusion du FUSSBALL CLUB GERMANIA 08 BISCHOFSWERDA avec le SPORTLUST 1910 BISCHOFSWERDA pour former le SPORTVEREIN 08 BISCHOFSWERDA.
- 1945 – dissolution de SPORTVEREIN 08 BISCHOFSWERDA par les Alliés.
- 1945 – reconstitution sous l’appellation SPORTGEMEINSCHAFT BISCHOFSWERDA.
- 1950 - SPORTGEMEINSCHAFT BISCHOFSWERDA fut renommé BETRIEBSPORTGEMEINSCHAFT INDUSTRIE BISCHOFSWERDA.
- 1952 - BETRIEBSPORTGEMEINSCHAFT INDUSTRIE BISCHOFSWERDA fut renommé BETRIEBSPORTGEMEINSCHAFT EINHEIT BISCHOFSWERDA.
- 1956 - BETRIEBSPORTGEMEINSCHAFT EINHEIT BISCHOFSWERDA fut renommé BETRIEBSPORTGEMEINSCHAFT MOTOR BISCHOFSWERDA.
- 1972 – BETRIEBSPORTGEMEINSCHAFT MOTOR BISCHOFSWERDA fut renommé BETRIEBSPORTGEMEINSCHAFT FORTSCHRITT BISCHOFSWERDA.
- 1990 – 25/06/1990, BETRIEBSPORTGEMEINSCHAFT FORTSCHRITT BISCHOFSWERDA fut renommé FUSSBALL VEREIN FORTSCHRITT BISCHOFSWERDA.
- 1991 – 01/07/1991, FUSSBALL VEREIN FORTSCHRITT BISCHOFSWERDA fut renommé BISCHOFSWERDAER FUSSBALL VEREIN 08.

## Histoire

### De 1908 à 1945

Ancien logo du FC Germania 08 Bischofswerda

Ancien logo du SV 08 Bischofswerda

Le club fut fondé le 14 juillet 1908  sous l’appellation FC Germania 08 Bischofswerda. Deux ans plus tard, un autre club fut créé dans la localité: le Sportlust 1910 Bischofswerda.
En 1919, les deux entités fusionnèrent pour former le SV 08 Bischofswerda.
Le plus grand exploit du club fut une victoire (3-2) en Tschammer Pokal, en 1942, contre le Dresdner SC 1898 avec entre autres Helmut Schön. Ce club était le tenant du trophée et un des ténors du football allemand de l’époque.
En 1945, le club fut dissous par les Alliés, comme tous les clubs et associations allemands (voir Directive no 23). D’anciens membres du clubs refondèrent la Sportgemeinschaft Bischifswerda ou SG Bischofswerda.

### Époque de la RDA
La localité de Bischofswerda comme toute la Saxe se retrouva en zone soviétique, puis en RDA à partir d’octobre 1949

#### SG Bischofswerda / BSG Industrie Bischofswerda
La SG Bischofswerda évolua jusqu’en 1949 dans une ligue dénommée Bezirksliga Ostsachsen. Après la réforme des clubs sportifs initiée par le pouvoir politique et la mise en œuvre des Betriebssportgemeinschaften (BSG), le SG Bischofswerda fut rebaptisée BSG Industrie Bischofswerda.
En 1950, le BSG Industrie accéda à la Bezirksklasse Dresden, équivalent à l’époque au 4e niveau du football est-allemand. Il y évolua jusqu’en 1973

#### BSG Einheit / BSG Motor

Ancien logo des BSG Einheit
Ancien logo des BSG Motor

Comme cela fut le cas pour de très nombreuses entités sportives d’Allemagne de l’Est, le club changea plusieurs fois d’appellations. En 1952, il devint la BSG Einheit Bischofswerda puis en 1956, il fut renommé BSG Motor Bischofswerda.
En 1969, le cercle remporta son groupe de Bezirksklasse et fut proche de la montée, mais durant le tour final, il fut devancé par le BSG Fortschritt Neugersdorf et le BSG Wismut Pirna-Copitz.

#### BSG Fortschritt Bischofswerda

Ancien logo du BSG Fortschritt Bischofswerda

Renommé BSG Fortschritt Bischofswerda en 1972, le club décrocha sa place en Bezirksliga Dresden, en vue de la saison 1973-1974. Il termina deux saisons à la 7e place (sur 16) puis remporta le titre en 1976. Il accéda ainsi à la DDR-Liga.
Versé dans le Groupe D du 2e niveau est-allemand, Fortschritt Bischofswerda assura son maintien de justesse devant le BSG Motor Altenburg, en 1977. Ensuite, le cercle termina le plus souvent en milieu de tableau. À la fin de la saison 1983-1984, il finit 4e du Groupe D et put ainsi se maintenir dans une DDR-Liga qui était réduite de 5 à 2 séries.
Cinquième du Groupe B l’année suivante, il en conquit le titre en 1986 et monta en DDR-Oberliga, la plus haute division de la Deutscher Fussball Verband der DDR (DFV).
L’aventure parmi l’élite ne dura qu’une saison. Le BSG Fortschritt Bischofswerda termina dernier et redescendit en compagnie d’Energie Cottbus, un point trop court derrière Stahl Riesa. Le club remporta le titre du Groupe B en 1989 et remonta en DDR-Oberliga.
Dans le courant de la saison 1989-1990, la DDR-Oberliga fut renommée Oberliga Nordost. Fortschritt Bischofswerda termina 14e et dernier. En compagnie du BSG Wismut Aue, il fut relégué en DDR-Liga qui avait été rebaptisée NOFV-Liga.
Le 26 juin 1990, le BSG Fortschritt Bischofswerda redevint un organisme civil et prit le nom de Fussball Verein Fortschritt Bischofswerdaou FV Fortschritt Bischofswerda

### FV Fortschritt Bischofswerda

Ancien logo du FV Fortschritt Bischofswerda

Au terme du championnat 1990-1991, le FV Fortschritt Bischofswerda termina quatrième du Groupe A de la NOFV-Liga.
Grâce à ce classement, le club fut versé dans une des trois séries composant la nouvelle Oberliga Nordost, soit le 3e niveau du football allemand réunifié.
Le 1er juillet 1991, le FV Fortschritt Bischofswerda fut restructuré sous l’appellation historique de Bischofswerdaer FV 1908.

### Bischofswerdaer FV 08
Au terme de la saison, 1992-1993, le club termina vice-champion de l’Oberliga Nordost, Groupe Sud à égalité de points mais avec une moins bonne différence de buts que le FC Sachsen Leipzig. Comme celui-ci renonça à participer au tour final, Bischofswerdaer FV 08 l’y remplaça. Le club saxon fut devancé par deux équipes berlinoises, 1. FC Union Berlin et Tennis Borussia Berlin.
À la fin du championnat 1993-1994, Bischofswerdaer FV 08 fut retenu pour composer la nouvelle Regionalliga Nordost, instaurée au 3e étage de la pyramide du football allemand. Le club y évolua deux saisons puis descendit en Oberliga Nordost Süd.
Le cercle resta au 4e niveau jusqu’en 2001 puis fut relégué en Landesliga Sachsen. Le club avait l’intention de remonter directement mais un très mauvais début de saison lui fit perdre toute chance d’aboutir. Il conclut le championnat à la sixième place. La saison suivante, il fut relégué en Bezirksliga Dresden (niveau 6).
À la fin de la saison 2003-2004, Bischofswerdaer FV 08 remporta la Bezirksliga Dresden et remonta en Landesliga Sachsen. Le club y décrocha la neuvième place la saison suivante, mais redescendit en 2006.
En 2007, le club fut vice-champion de la Bezirksliga Dresden et loupa de peu la montée. L’année suivante, cette ligue devint le niveau 7 du football allemand à la suite de la création de la 3. Liga.
11e en 2008 puis en 8e en 2009, Bischofswerdaer FV 08 termina 3e de la Bezirksliga Dresden en 2010.
En 2010-2011, à la mi-champion le club dispute la tête de cette ligue avec le TSV Stahl Riesa

## Palmarès
- Champion de la DDR-Liga, Groupe B: 1986, 1989.
- Champion de la Bezirksliga Dresden: 1974.
- Vice-champion de l’Oberliga Nordost, Groupe Sud: 1993.
- Champion de la Bezirksliga Dresden: 2004.
- Vice-champion de la Bezirksliga Dresden: 2007.

- Vainqueur de la Sachsen Pokal (Coupe de Saxe): 1992.

## Stades
- 1945-1977: Schmöllner Weg
- 1977-2000: Stadion der Jugend/Wesenitzsportpark
- depuis 2000: Holzwaren-Simundt-Kampfbahn

## Localisation

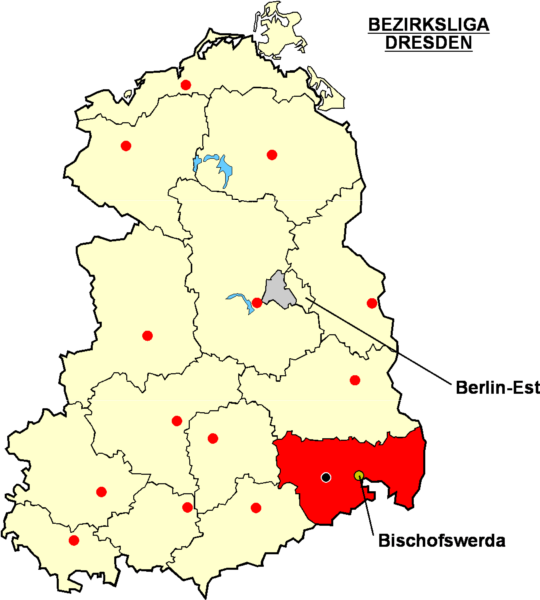
Localisation de Bischofswarda dans la Bezirksliga Dresden

## Joueurs connus
- Dirk Losert
- Karsten Petersohn
- Jens Ramme
- Jörg Bär
- Thomas Ritter
- Tom Stohn
- Wieland Wünsche